# Non disturbare il can che dorme (film 1949)
Non disturbare il can che dorme (Love That Pup) è un film del 1949 diretto da William Hanna e Joseph Barbera. È il quarantaquattresimo cortometraggio della serie Tom & Jerry, conosciuto per essere il primo corto in cui compare Tyke ed il primo in cui Daws Butler sostituisce i dialoghi di Billy Bletcher. Fu distribuito il 1º ottobre del 1949 e rifatto in CinemaScope nel 1957.

## Trama
Mentre Spike e Tyke stanno dormendo in giardino, Jerry entra nella cuccia di Tyke per nascondersi da Tom. Il gatto sveglia il cucciolo tirandolo fuori dalla cuccia, e Spike lo avverte che se lo troverà ancora a infastidire suo figlio, lo farà a pezzi. Nonostante abbia paura di Spike, Tom prova comunque a catturare Jerry, ma viene sempre scoperto da Spike e gli sfugge per un pelo. Decide allora di attirare il cane in un capanno usando una bistecca. Dopo averlo chiuso dentro, intrappola Jerry in un barile capovolto. Tuttavia il topo fugge da un'asse del barile, e mette il dormiente Tyke al suo posto. Spike, dopo aver demolito una parete del capanno, va da Tom e gli ordina di alzare il barile. Tom inizialmente pensa che sotto il barile ci sia Jerry, ma vedendo il topo sopra lo steccato si prepara al peggio. Dopo aver visto che sotto il barile c'è suo figlio, Spike picchia violentemente Tom e lo spella vivo. Il cane, Tyke e Jerry usano quindi la pelliccia di Tom come tappeto su cui dormire, mentre il gatto aspetta armato fuori dallo steccato, indossando una botte.